# Linnormegget
Linnormegget (norwegisch für Lindwurmei) ist ein felsiger Hügel im ostantarktischen Königin-Maud-Land. In der Payergruppe der Hoelfjella ragt er 5 km südlich der Hügelgruppe Linnormen auf.
Erste Luftaufnahmen entstanden bei der Deutschen Antarktischen Expedition 1938/39 unter der Leitung des Polarforschers Alfred Ritscher. Norwegische Kartografen, die den Hügel auch benannten, kartierten ihn anhand von Vermessungen und Luftaufnahmen der Dritten Norwegischen Antarktisexpedition (1956–1960).